# Prenocephale
Prenocephale byl rod středně velkého býložravého nebo možná všežravého dinosaura ze skupiny Pachycephalosauridae. Známý je z fosilních pozůstatků zahrnujících i lebku. Žil před přibližně 75 až 70 milióny let na území dnešního Mongolska (fosilie byly objeveny v sedimentech souvrství Nemegt).

## Popis
Asi 2,2 až 2,4 metru dlouhý a kolem 40 kg vážící Prenocephale představoval bipední (dvojnohé) zvíře žijící ve stádech, vnějším vzhledem trochu podobné ornitopodům. Měl totiž dlouhé zadní končetiny a ocas, avšak krátké přední končetiny. Vývojově však patřil do skupiny Pachycephalosauria, která byla víc příbuzná rohatým dinosaurům (Ceratopsia) a heterodontosaurům (např. Heterodontosaurus) než ornitopodům. Podobně jako jiní pachycefalosauři, disponoval silnou lebkou, v jeho případě kopulovitého tvaru. Okolo kostěné klenby měl výrazné malé kostěné výrůstky, zřejmě sloužící k ozdobě.
Blízce příbuznými rody byli severoameričtí pachycefalosauridi Platytholus a Acrotholus.

## Účel silné lebky
Dodnes není jisté, k čemu sloužily mimořádně silné lebeční kosti pachycefalosaurů. Původně se myslelo, že samci do sebe v době říje, v rámci zápolení o samice, naráželi hlavami jako někteří dnešní kopytníci. Lebce však chybělo pórovité tkanivo k absorbování síly nárazů. Mohlo tedy dojít k poškození mozku. Někteří vědci předpokládají, že samci nenaráželi hlavami o hlavy soků, ale o široká bedra.